# Gare de Sainte-Lizaigne
La gare de Sainte-Lizaigne est une gare ferroviaire française de la ligne des Aubrais - Orléans à Montauban-Ville-Bourbon, située sur le territoire de la commune de Sainte-Lizaigne, dans le département de l'Indre, en région Centre-Val de Loire.
C'est une halte voyageurs de la Société nationale des chemins de fer français (SNCF) desservie par les trains du réseau TER Centre-Val de Loire.

## Situation ferroviaire
Établie à 123 mètres d'altitude, la gare de Sainte-Lizaigne est située au point kilométrique (PK) 230,086 de la ligne des Aubrais - Orléans à Montauban-Ville-Bourbon, entre les gares ouvertes de Reuilly (Indre) et d'Issoudun. En direction de Reuilly s'intercale la gare fermée de Diou.

## Histoire
La station de Sainte-Lizaigne est mise en service le 15 novembre 1847 par la Compagnie du chemin de fer du Centre, lorsqu'elle ouvre à l'exploitation la section Orléans-Vierzon-Bourges de son chemin de fer. Établie dans l'est du bourg, au-delà de la rivière Théols, elle ne dispose que d'une installation provisoire constituée d'un simple porche en bois lors de cette ouverture.
Des compléments à l'installation provisoire sont ajoutés un an après. Notamment un bureau et une halle à marchandises en bois.

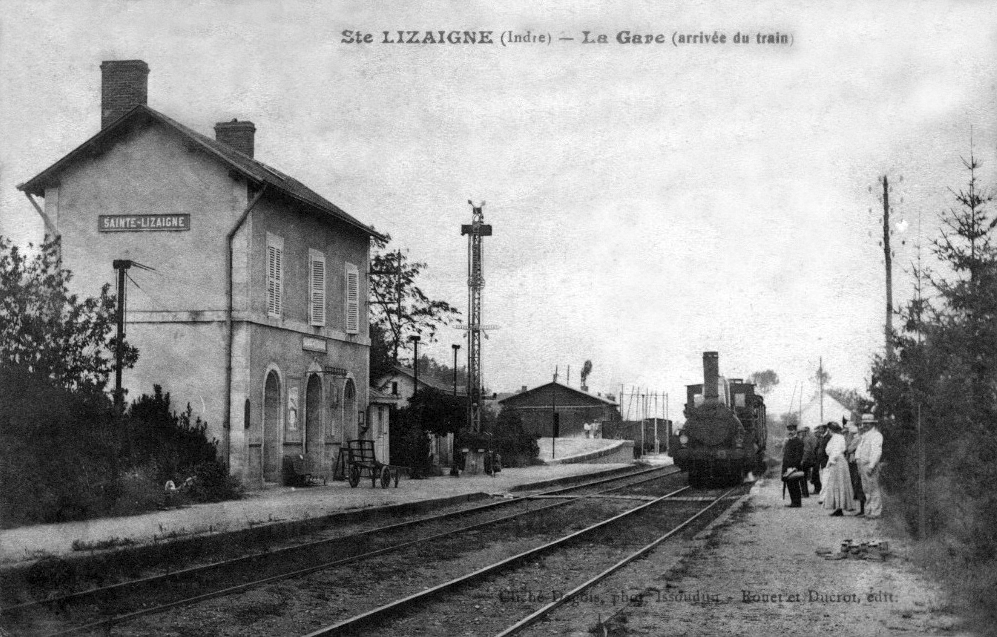
La gare vers 1900.

C'est en 1850, que la Compagnie fait construire un bâtiment, en dur, suivant les plans d'un modèle standard type à trois ouvertures, un étage et des combles sous une toiture à deux pans. Au rez-de chaussée il y a une salle d'attente et le bureau du chef de gare et à l'étage son logement. Un bâtiment pour l'entreposage des colis est construit quelque temps plus tard.
Pendant un an, du 1er juillet 1871 au 30 juin 1872, la station voit transiter 2 547 voyageurs, au départ, et expédie 729,100 kg de marchandises. Durant l'année 1873-1874 (même période) le trafic en gare a augmenté avec 3 030 voyageurs et 906,776 kg de marchandises.
C'est en 1852, qu'elle devient une gare du réseau de la Compagnie du chemin de fer de Paris à Orléans (PO) du fait d'une fusion entre plusieurs compagnies dont la Compagnie du chemin de fer du Centre.
En 1874, Sainte-Lizaigne est l'une des dix gares du département qui ont un bureau ouvert pour la télégraphie privée, depuis quelques années.
Un abri de quai pour les voyageurs est construit en 1884.
En 1888, la recette de la station est de 21 514 francs.
Le bâtiment voyageurs est agrandi au début des années 1940, avec l'ajout d'une travée sur toute la hauteur. Cela permet d'agrandir le rez-de-chaussée, avec l'ajout d'un magasin et d'une chambre pour un intérimaire, et d'améliorer le logement du chef de gare avec l'ajout d'une chambre à l'étage. Extérieurement le bâtiment passe de trois à quatre ouvertures. Le nouveau magasin remplace le petit bâtiment annexe pour les colis en attente de livraison.
Après la Seconde Guerre mondiale, la gare gère un trafic voyageurs et marchandises d'une certaine importance. En 1959, le guichet vend 3 000 billets et 970 cartes d'abonnements et elle expédie « des robinets, de la paille, des céréales et des moutons » tout en réceptionnant de l'engrais ainsi que des fournitures : « matières premières et pièces pour l'usine de Reblay ».
Dans la deuxième moitié du XXe siècle, la gare perd son guichet et son bâtiment voyageurs est fermé et désaffecté avant d'être détruit. Elle devient une simple halte voyageurs.

### Fréquentation
La fréquentation de la gare est détaillée dans le tableau ci-dessous :
| 2014  | 2015  | 2016  | 2017  | 2018  | 2019  | 2020 | 2021 | 2022  | 2023  |
| ----- | ----- | ----- | ----- | ----- | ----- | ---- | ---- | ----- | ----- |
| 1 727 | 2 835 | 2 411 | 1 785 | 1 554 | 1 635 | 884  | 982  | 2 303 | 3 399 |

## Service des voyageurs

### Accueil

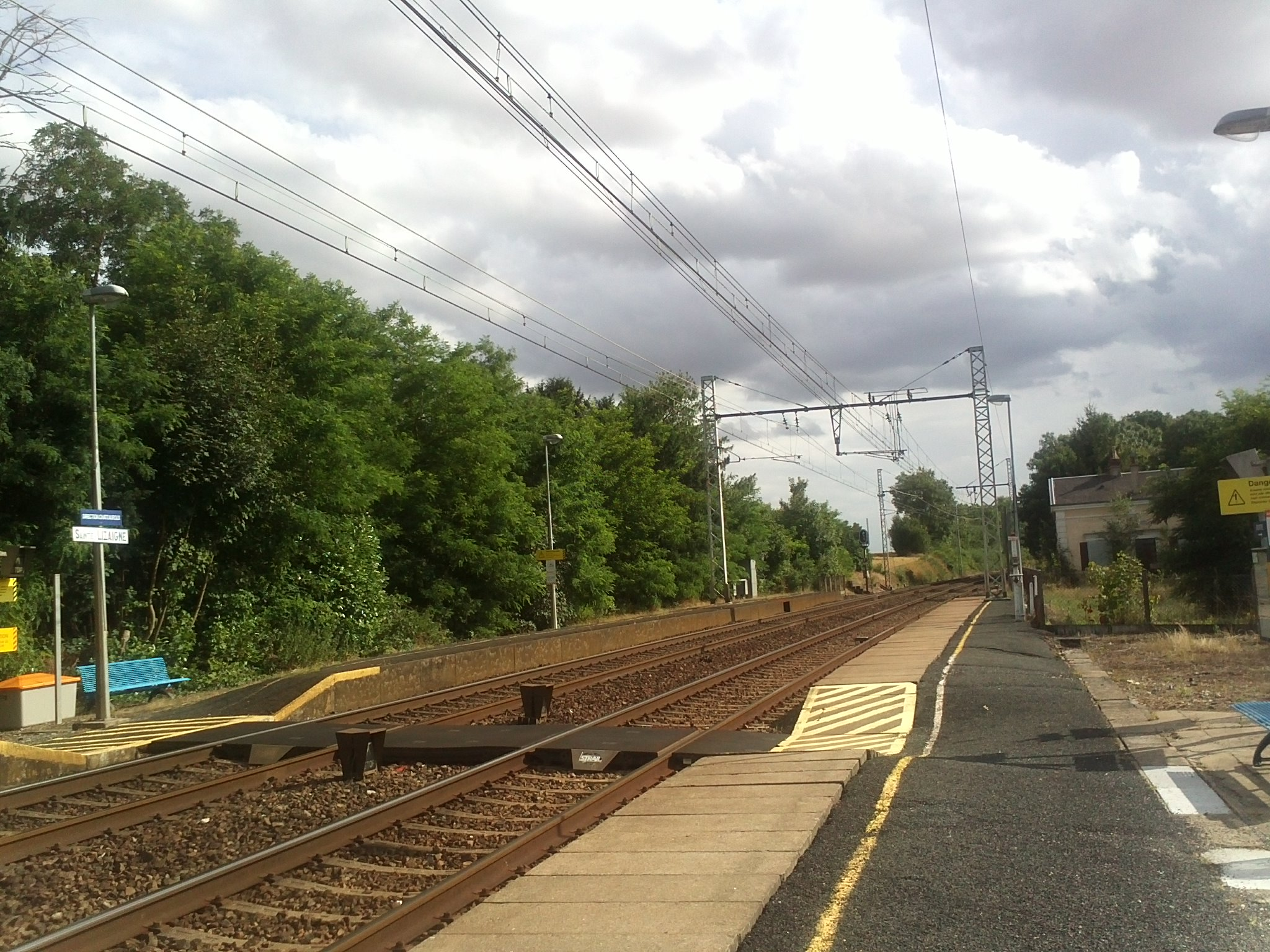
Vue d'ensemble de la halte.

Halte SNCF, c'est un point d'arrêt non géré (PANG) à entrée libre.
Elle est équipée de deux quais latéraux : le quai 1 (voie 2) mesure 75 m de long  et le quai 2 (voie 1) mesure 94 m de long et possède un abri voyageurs. Le changement de quai se fait par un platelage posé entre les voies (passage protégé).

### Desserte
Sainte-Lizaigne est desservie par des trains TER Centre-Val de Loire, qui circulent entre Orléans, Vierzon, Châteauroux et Limoges.

### Intermodalité
La gare est desservie par la ligne 1.3 du réseau d'autocars TER Centre-Val de Loire.